# Stompvleugelgrasuil
De stompvleugelgrasuil (Mythimna impura, synoniem Aletia impura) is een nachtvlinder uit de familie Noctuidae, de uilen. De imago kan verward worden met de bleke grasuil en de spitsvleugelgrasuil. De voorvleugellengte bedraagt tussen de 14 en 18 millimeter. De soort overwintert als rups.

## Waardplanten
De stompvleugelgrasuil heeft diverse grassen als waardplant, zoals kropaar en riet.

## Voorkomen in Nederland en België
De stompvleugelgrasuil is in Nederland en België een gewone vlinder, die over het hele gebied verspreid voorkomt. De vliegtijd is van eind mei tot begin september in één generatie. Soms is er een partiële tweede generatie.
De stompvleugelgrasuil, bleke grasuil en spitsvleugelgrasuil, die alle drie vrij algemeen in Nederland en België voorkomen, zijn vrij lastig van elkaar te onderscheiden, met name bij meer afgevlogen exemplaren. Bij de bleke grasuil is de zwarte veeg over de voorvleugel langs de witte hoofdader minder duidelijk dan bij de stompvleugelgrasuil en spitsvleugelgrasuil. Ook is bij de bleke grasuil de achtervleugel voornamelijk wit, bij de andere twee soorten donkerder grijs. De spitsvleugelgrasuil heeft verder een opvallend puntje aan de vleugel, die de stompvleugelgrasuil niet heeft.

## Bron
- Paul Waring en Martin Townsend, Nachtvlinders, veldgids met alle in Nederland en België voorkomende soorten, Baarn, 2006.